# Adolf Mohr
Adolf Mohr (Múnic, 1841 - després de 1905) fou un compositor alemany. Estudià música a Copenhaguen, on es traslladà la seva família, i després passà a Berlín per perfeccionar-se en els seus estudis. Fou director d'orquestra en els teatres de Riga, Düsseldorf, Hamburg, etc. Entre les seves composicions figuren les obres escèniques: Loreley, Der vetter aus Bremen, i Der deutsche Michel.